# Câmpul magnetic al Lunii

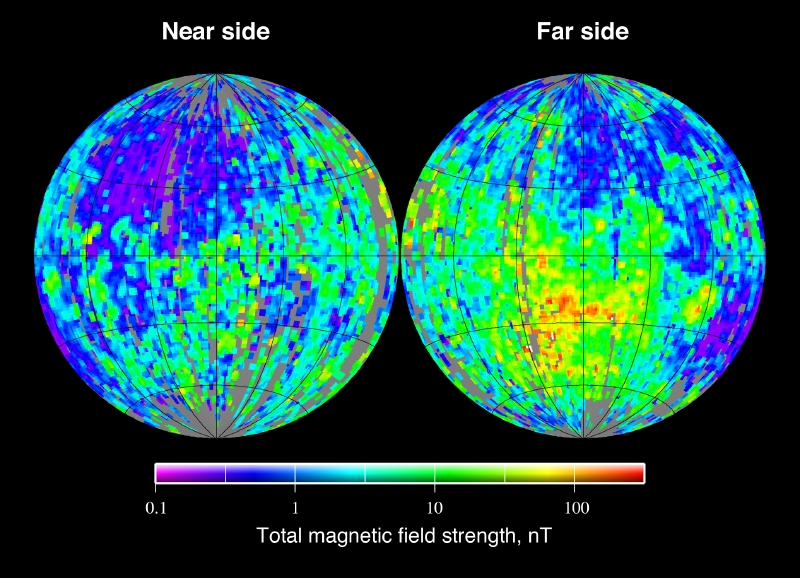
Puterea totală a câmpului magnetic la suprafața Lunii așa cum a rezultat din experimentul cu reflectometru de electroni al Lunar Prospector.

Câmpul magnetic al Lunii este foarte slab în comparație cu cel al Pământului. Alte diferențe majore sunt că Luna nu are în prezent un câmp magnetic dipolar (ca și cum ar fi generat de un geodynam în centrul său) și magnetizarea variată prezentă este aproape în întregime crustală la origine. O ipoteză susține că magnetizările la nivelul scoarței au fost dobândite la începutul istoriei lunii când un geodynam era încă funcțional. O analiză a unei roci lunare magnetizate aduse pe Pământ de către astronauții de pe Apollo a arătat că luna trebuie să fi avut un câmp magnetic puternic, acum cel puțin 4,25 miliarde de ani, câmp care apoi s-a redus treptat până acum 3,1 miliarde de ani. Dimensiunea mică a miezului lunar, cu toate acestea, este un potențial obstacol pentru promovarea respectivei ipoteze la statutul de teorie. Alternativ, este posibil ca pe un corp fără aer, cum este Luna, câmpurile magnetice tranzitorii ar fi putut fi generate în timpul marilor evenimente de impact. În sprijinul acestui fapt, s-a observat că cea mai mare magnetizare a scoarței pare să se fi situat în apropierea antipozilor craterelor de impact uriașe. S-a teoretizat că un astfel de fenomen ar fi putut rezulta prin extinderea liberă a unui nor de plasmă generat în urma unui impact, în jurul Lunii, în prezența unui câmp magnetic ambient . De exemplu, nava spațială Chandrayaan-1 a cartografiat o "mini-magnetosferă" la antipodul Mare Crisium de cealaltă parte a lunii, folosind un instrument Sub-keV Atom Reflecting Analyzer (SARA). Mini-magnetosfera este de 360 km la suprafață și este înconjurată de o regiune a fluxului de plasmă îmbunătățită groasă de 300 de km care rezultă din vântul solar care curge în jurul mini-magnetosferei.
Există tot mai multe dovezi că particulele fine de praf lunar ar putea pluti, fiind aruncate de pe suprafața lunii de către repulsia electrostatică. Acest lucru ar putea crea o „atmosferă” temporară de praf pe timp de noapte. Atmosfera de praf lunar s-ar putea, de asemenea, aduna într-un fel de 
vânt diafan. Datorită diferențelor de acumulare globală a încărcăturii, praful plutitor ar zbura în mod natural de la părțile întunecate puternic negative până la slab negative ale părților luminate. Acest efect de „furtună de praf” ar fi mai puternic la terminatorul Lunii. Multe dintre aceste detalii sunt încă speculative, dar naveta spațială Lunar Prospector a detectat schimbări în tensiunea lunară a nopții în timpul trecerilor prin zona alungită a magnetosferei Pământului, ridicându-se de la -200 V la -1000 V. O caracterizare suplimentară a fost făcut de către Lunar Atmosphere and Dust Environment Explorer la sfârșitul anului 2013.
Placa de plasmă este o structură foarte dinamică, într-o permanentă stare de mișcare, astfel încât în Luna orbitează prin magnetosferă placa de plasmă poate trece prin ea de multe ori cu intersectări care pot dura de la câteva minute la câteva ore sau chiar zile.

## În ficțiune
În seria Odiseea Spațială de Arthur C. Clarke, un monolit este găsit pe Lună, aproape de craterul Tycho lângă nefiresc de puternicul câmp magnetic și numit Tycho Magnetic Anomaly 1 (TMA-1).

## Vezi și
- Câmpul gravitațional al Lunii
- Topografia Lunii